# 藤原伊房
藤原 伊房（ふじわら の これふさ）は、平安時代中期から後期にかけての公家。世尊寺流の能書家。権大納言・藤原行成の孫で、参議・藤原行経の長男。官位は正二位・権中納言。

## 経歴

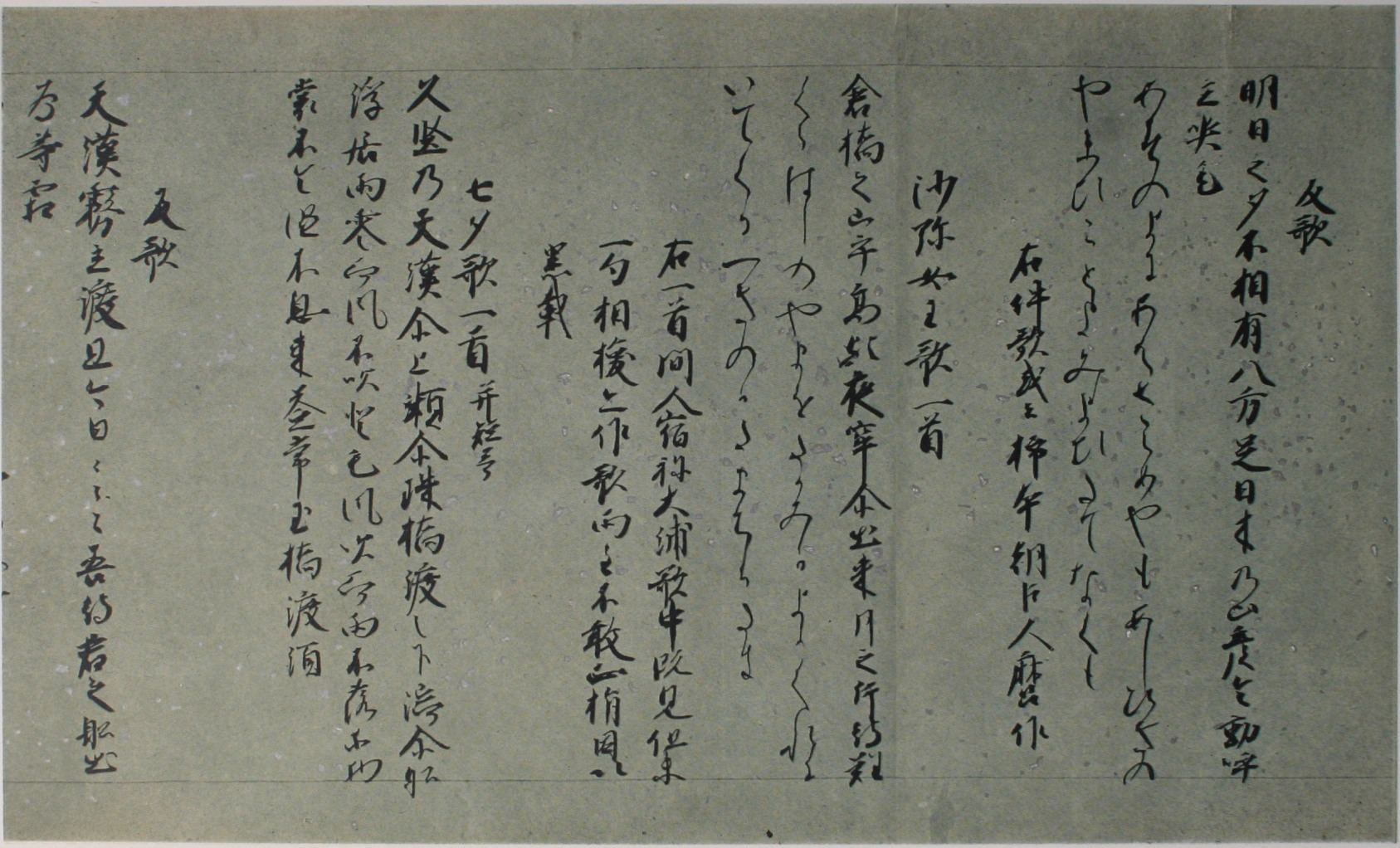
藍紙本万葉集

後朱雀朝末の長久4年（1043年）従五位下に叙爵し、後冷泉朝の寛徳2年（1045年）侍従に任ぜられる。
のち、左兵衛佐・少納言を経て、天喜4年（1056年）五位蔵人、天喜6年（1058年）右少弁次いで左少弁に任ぜられ、天皇の身近に仕える。治暦元年（1065年）権左中弁に昇格すると、治暦2年（1066年）従四位下、治暦3年（1067年）2月に従四位上、同年4月には正四位下と後冷泉朝末にかけて急速に昇進した。
後三条朝に入っても、延久元年（1069年）蔵人頭兼左中弁と要職を務め、延久4年（1072年）正四位上・参議兼右大弁に叙任されて公卿に列す。白河朝でも議政官として左右大弁を兼帯する傍ら、延久5年（1073年）従三位、承保2年（1075年）正三位、承保4年（1077年）従二位と昇進して、承暦4年（1080年）権中納言に任じられ、永保2年（1082年）には正二位に至った。
堀河朝の寛治2年（1088年）大宰権帥を兼ねて大宰府に赴任する。寛治8年（1094年）大宰権帥の職権を利用して遼と私貿易を行ったことを咎められ、従二位に降格の上、権中納言兼大宰権帥の官職を解かれた。嘉保3年（1096年）8月に正二位への復位が許されたが、病気のため9月16日に出家し同日に没した。享年67。以後、世尊寺家は四代続けて公卿に昇ることが出来ず、公家としては苦難の時代を迎えることになる。

## 人物
白河天皇に仕えた賢臣として、大江匡房・藤原為房とともに「前の三房」と並び称された。
勅撰歌人として、『後拾遺和歌集』（1首）以下の勅撰和歌集に5首が採録されている。なお、『後拾遺和歌集』の奏覧本の清書を依頼された際に、自分の和歌作品が1首しか入首していなかったことから、勝手に2首を書き加えたところ、発覚して書き直しを命じられるが、それに立腹して清書の役を辞したという。

## 官歴
『公卿補任』による。
- 長久4年（1043年） 正月6日：従五位下
- 時期不詳：但馬権守
- 寛徳2年（1045年） 12月25日：侍従
- 永承元年（1046年） 11月13日：従五位上（殿上一）
- 永承2年（1047年） 11月13日：左兵衛佐
- 永承3年（1048年） 正月28日：少納言
- 永承4年（1049年） 2月5日：兼紀伊権守
- 永承7年（1052年） 正月5日：正五位下
- 天喜4年（1056年） 11月：五位蔵人
- 天喜6年（1058年） 4月25日：右少弁。11月8日：左少弁
- 康平5年（1062年） 11月：兼木工頭
- 治暦元年（1065年） 12月：権左中弁、木工頭如元
- 治暦2年（1066年） 正月5日：従四位下（弁）。正月28日：氏院別当。3月22日：造興福寺長官
- 治暦3年（1067年） 2月6日：安芸介。2月25日：従四位上（興福寺供養日）。4月16日：正四位下（丈六画像御仏供養行事）
- 延久元年（1069年） 6月19日：蔵人頭。12月17日：左中弁
- 延久3年（1071年） 3月27日：修理左宮城使
- 延久4年（1072年） 2月1日：正四位上（臨時）。12月2日：参議兼右大弁。12月：氏院別当
- 延久5年（1073年） 正月30日：兼備中権守。4月30日：従三位（行幸院司賞）
- 承保2年（1075年） 正月5日：正三位（造大極殿行事弁賞）。3月25日：着座。6月13日：兼左大弁。12月15日：兼勘解由長官
- 承保4年（1077年） 正月6日：従二位（平野大原野行幸行事賞）
- 承暦4年（1080年） 8月14日：権中納言。12月6日：兼太皇太后宮権大夫
- 永保元年（1081年） 12月10日：着座
- 永保2年（1082年） 正月21日：正二位（中弁之時行幸行事賞）。12月28日：兼治部卿
- 永保3年（1083年） 2月1日：兼太皇太后宮大夫
- 寛治2年（1088年） 8月29日：兼大宰権帥、止治部卿
- 寛治3年（1089年） 日付不詳：辞太皇太后宮大夫
- 寛治6年（1092年） 7月：入洛
- 寛治8年（1094年） 2月25日：貶従二位、停中納言（坐事降位停職）
- 嘉保3年（1096年） 8月：復正二位。9月16日：出家、薨去

## 系譜
『尊卑分脈』による。
- 父：藤原行経
- 母：源貞亮の娘[注釈 1]
- 妻：高階成章の娘
  - 男子：藤原定実（1063-1131）
  - 男子：公伊
  - 男子：快覚
  - 男子：寛尹
  - 女子：藤原師季室
- 養子女
  - 猶子：経尋 - 実は藤原永清の子